# Kyle Korver
Kyle Elliot Korver (ur. 17 marca 1981 w Lakewood) – były amerykański koszykarz grający na pozycji rzucającego obrońcy lub niskiego skrzydłowego.
Jest rekordzistą wszech czasów Missouri Valley Conference w ilości celnych rzutów za 3 punkty (371).
Po ukończeniu Creighton University został wybrany z numerem 51. w drafcie z 2003 przez New Jersey Nets; prawa do zawodnika w zamian za pieniądze natychmiast przejął zespół Philadelphia 76ers.
Korver uczestniczył w konkursach rzutów za trzy punkty podczas meczów gwiazd NBA w latach 2004 i 2005 – w 2004 zajął trzecie, a rok później drugie miejsce. W trakcie sezonu 2004/2005 oddał najwięcej celnych rzutów za trzy punkty (226 – tyle samo, co Quentin Richardson), ustanawiając rekord zespołu z Filadelfii. W swoim piątym sezonie w NBA Korver został rezerwowym, zdobywał jednak średnio więcej punktów, niż gdy wychodził w pierwszym składzie. Rekord w liczbie zdobytych w jednym meczu punktów ustanowił podczas wyjazdowego meczu przeciwko Milwaukee Bucks 24 lutego 2006. Osiągnięcie to wyrównał 21 lutego 2007 przeciwko New York Knicks.
26 grudnia 2007 Philadelphia 76ers dokonała z Utah Jazz wymiany Korvera w zamian za Gordana Girička oraz możliwość wyboru w pierwszej rundzie draftu. W Jazz występował do końca sezonu 2009/2010, w lipcu 2010 roku podpisał trzyletni kontrakt z Chicago Bulls. 13 lipca 2012 roku został wymieniony przez Bulls do Atlanty Hawks za wybór w drugiej rundzie draftu 2013.
Korver był rekordzistą NBA pod względem nieprzerwanej serii meczów, w których trafił przynajmniej jeden rzut za trzy punkty. Dokonał tego w 127 meczach z rzędu. Rekord został pobity przez Stephena Curry’ego. Dzierży również rekord ligi w najwyższej skuteczności rzutów za 3 punkty, uzyskanej w trakcie pojedynczego sezonu (2010 – 53,6%).
29 listopada 2018 trafił w wyniku wymiany do Utah Jazz.
6 lipca 2019 trafił w wyniku wymiany do Memphis Grizzlies. Następnego dnia w ramach kolejnego transferu został zawodnikiem Phoenix Suns. 8 lipca został zwolniony.
25 lipca 2019 dołączył do Milwaukee Bucks.
12 sierpnia 2021 zakończył zawodniczą karierę.

## Osiągnięcia
Na podstawie, o ile nie zaznaczono inaczej.
NCAA
- Uczestnik rozgrywek:
  - II rundy turnieju NCAA (2002)
  - turnieju NCAA (2000–2003)
- Mistrz:
  - sezonu regularnego konferencji Missouri Valley (MVC – 2001, 2002)
  - turnieju konferencji MVC (2000, 2002, 2003)
- 2-krotny zawodnik roku konferencji MVC (Larry Bird Award – 2002, 2003)[20]
- 2-krotny MOP (Most Outstanding Player) turnieju MVC (2002, 2003)
- MVP turnieju:
  - CBE Classic (2003)
  - CBE Classic Creighton Regional (2003)
- Zaliczony do:
  - I składu:
    - MVC All-Bench (2000)
    - pierwszoroczniaków MVC (2000)
    - zawodników nowo przybyłych MVC (2000)
    - turnieju:
      - MVC (2001, 2002, 2003)
      - CBE Classic (2003)

  - II składu:
    - All-American (2003)
    - MVC (2001)

  - Honorable Mention All-America (2002)

NBA
- Wicemistrz NBA (2017)
- Uczestnik:
  - meczu gwiazd NBA (2015[a])
  - spotkania NBA Rising Stars Challenge (2005)
  - konkursu rzutów za 3 punkty organizowanego podczas NBA All-Star Weekend (2004, 2005, 2015)[21]
- Laureat nagrody NBA Sportsmanship Award (2015)[22]
- Lider:
  - sezonu regularnego w skuteczności rzutów:
    - wolnych (2007)[23]
    - za 3 punkty (2010, 2014, 2015, 2017)[12]

  - play-off w skuteczności rzutów wolnych (2017 z Jamalem Crawfordem, Tonym Parkerem)[24]
- Zawodnik miesiąca NBA (styczeń 2015)